# ویلوسی، نیکشیچ
ویلوسی، نیکشیچ (سیریلیک صربی: Вилуси) یک روستا در حوزهٔ شهری نیکشیچ در کشور مونته‌نگرو است که در نزدیکی مرزِ بوسنی و هرزگوین قرار دارد.
بر اساس آمارهای بدست‌آمده از سرشماری سال ۲۰۱۱ میلادی، این روستا ۱۶۲ نفر جمعیت دارد که ۷۵ نفر آن صربی و ۸۷ نفر مونته‌نگرویی هستند.